# Pseudolimnophila (Pseudolimnophila) dundoensis
Pseudolimnophila (Pseudolimnophila) dundoensis is een tweevleugelige uit de familie steltmuggen (Limoniidae). De soort komt voor in het Afrotropisch gebied.